# Paradise City
Paradise City је песма америчке рок групе Guns N' Roses, са њиховог дебитантског албума Appetite for Destruction. Објављена је као сингл у јануару 1989. године. Песма је достигла пето место Билбордове хот 100 листе, а била је и на шестом месту на топ листи у Великој Британији.